# Киево-Печерский патерик
Ки́ево-Пече́рский патери́к — сборник рассказов об основании Киево-Печерского монастыря и житий его первых насельников.
Основанием послужили два послания, написанные в XIII веке. Первое написано бывшим иноком Киево-Печерской лавры, позже епископом Владимирским и Суздальским Симоном (умер в 1226 году) к своему ученику и другу киево-печерскому иноку Поликарпу; цель этого послания — путём повествования о чудесной жизни прославивших Печерскую обитель подвижников научить Поликарпа христианскому смирению и кротости. Второе написано киево-печерским монахом Поликарпом к киево-печерскому архимандриту Акиндину и состоит также из рассказов об иноках обители. Позднее к этим посланиям присоединены сказания о начале Киево-Печерского монастыря, об украшении обители, о первых подвижниках, а также статьи, имеющие отношение к предмету Патерика, а иногда и без всякой связи с ним. Здесь читается ответ Феодосия Печерского на вопрос великого князя Изяслава Ярославича о латинянах, сказания о происхождении и первоначальном состоянии русской церкви, о крещении славян и проч. Историки находят в Патерике сведения об экономических, социальных и культурных отношениях в Киевской Руси, анимистических представлениях тех времён, когда языческие верования сосуществовали с христианством.

## История создания и текстология
Киево-Печерский патерик был очень популярен, известно около 200 его списков. Проблемой истории этого патерика является то, что его состав не был статичным. Практически в каждую новую редакцию вносились значительные изменения, которые отвечали определённым запросам.
История создания Патерика начинается с наставлений святителя Симона, епископа Владимирского, в прошлом монаха Киево-Печерского монастыря, его духовному сыну Поликарпу, который на тот момент являлся монахом этого монастыря. Симон в письмах укорял Поликарпа в неподобающих монаху желаниях - жажде власти и стремлению покинуть монастырь (Поликарп хотел стать епископом). Эти дидактические письма заключали в себе наставления, подкрепляемые примерами из жизни монахов монастыря.
Позднее Поликарп продолжил труд своего наставника. Формальной причиной для этого он называл просьбу игумена Акиндина рассказать ему о деяниях монахов Киево-Печерского монастыря. Тем не менее, в отличие от Симона, Поликарп писал, что адресует свой труд не только одному человеку, но и всем монахам вообще.
В Основную редакцию Киево-Печерского патерика, не дошедшую до нас, но реконструированную А. А. Шахматовым и Д. И. Абрамовичем, входили наставления Симона Поликарпу, Поликарпа Акиндину, а также взятое из Печерской летописи "Слово о первых черноризцах", включённой также в «Повесть временных лет». Параллельно с основным составом Патерика существовали сопровождавшие его тексты, которые позднее были включены в новую редакцию Патерика - Арсеньевскую, которая была составлена в 1406 году для тверского епископа Арсения. В ней удалены эпистолярные элементы, включены летописное сказание об основании монастыря и Житие Феодосия Печерского за авторством Нестора, открывавшее сборник; также были внесены изменения в порядок следования эпизодов. Есть основания полагать, что эти изменения служили формированию нравственного идеала эпохи, представленного в виде энергичного человека, возрождающего страну.
Вместе с Арсеньевской редакцией существовала и Феодосьевская (названная по имени редактора и переписчика). Спор о том, какая редакция появилась раньше, всё ещё не разрешён. В качестве особенностей Феодосьевской рукописи можно выделить бессистемность эпизодов, а также включённый старший извод Послания Симона к Поликарпу.
В 1460 и 1462 годах появляются две Кассиановские редакции Патерика, вторая из которых сделана печерским монахом Кассианом. Она закрепила за Патериком содержание и форму организации материала по темам, легла в основу дальнейших переработок этого памятника.
В XVII веке видна новая волна интереса к редакциям Киево-Печерского патерика. Исследователи связывают его в том числе с борьбой православной церкви за независимость и признание собственных святых. В 1635 году была создана первая печатная редакция Сильвестра Косова. Постепенно хронологический принцип организации материала меняется на погеройный, затем Патерик очищается от назидательных частей и в редакции Иосифа Тризны (1647-1656 гг.) становится агиографическим.
В 1661 году по указу Иннокентия Гизеля, архимандрита Киево-Печерского монастыря, появляется второе печатное издание, которое продолжает традиции издания 1635 года и рукописи Иосифа Тризны. Патерик этой редакции имеет трёхчастную структуру. В первой части расположены написанные Нестором и созданные на основе его произведений жития, а также рассказ Симона об основании церкви Успения. Вторая часть состоит из сочинений Поликарпа, последовательность которых восходит к редакции 1635 года. Третья часть - из произведений Симона. Цикл завершается эпистолярным наследием Симона и Поликарпа. Это издание дополняли жития Нестора, Симона и Поликарпа. Также оно имело предметный и именной указатели.
В 1661 году вышло первое церковнославянское издание (инициатор — архимандрит Иннокентий (Гизель)). В 1759 году в московской синодальной типографии вышло новое издание, тщательно пересмотренное и проверенное согласно с учением православной церкви (в редактировании участвовал ректор Новгородской семинарии архимандрит Иоасаф (Миткевич)); впоследствии оно неоднократно переиздавалось. Отдельные части Патерика переводились на русский язык. В 1870 году опубликован русский перевод М. А. Викторовой.

## Содержание
Киево-Печерский патерик состоит из тридцати восьми «Слов» — рассказов о создании Киево-Печерской лавры, церкви Успения Пресвятой Богородицы, о жизни монахов и чудесах, происходивших с монастырём.
Повествование ведётся не в хронологическом порядке: «Слова» с 1 по 6 посвящены истории создания церкви Успения Пресвятой Богородицы, «Слово 7» возвращает к истории становления монахов Антония и Феодосия (которые упоминаются в первых шести «Словах» как уже святые, позднее — умершие) и истории создания Печерского монастыря. «Слова» с 9 по 11 полностью посвящены игумену Феодосию: перенесение мощей святого из пещеры в церковь, кование его гроба и молитвенная похвала; история «Слова 12» хронологически находится раньше 7—11: упоминаются первые печерские «чудные мужи» (Дамиан, обладавший даром излечения недугов, Иеремия, способный предсказывать будущее, и Матфей, который был «прозорлив»: умел видеть бесов) и — снова — Феодосий, и именно «Слово 12» сообщает о его смерти.  
О чудесах рассказывается и в первых шести «Словах», но это чудеса, приходящие свыше. В «Слове 1» Шимон (в дальнейшем окрещённый Симоном) слышит ангельское пророчество о будущей церкви и видит её образ в небе. Во втором «Слове» сама Богородица в виде царицы является церковным мастерам из Царьграда и вручает им золото на построение церкви. Мастера приходят в Киев, и, чтобы выбрать точное место для возложения церкви, Антоний молится три дня, и Господь указывает святое место. «Так положено было начало той Божественной церкви», и «Слово 3» указывает год основания: 1073 год, во время правления Святослава Ярославича.
Также из Константинополя приходят иконописцы («Слово 4»), и встретивший их игумен объясняет, что Антоний и Феодосий, с которыми те хотели «тяжбу вести», умерли 10 лет назад. Изначально иконописцы были недовольны тем, что церковь оказалась большего размера, чем обещали старцы, но произошло новое чудо: с ними заговорила икона, тогда они раскаялись и приступили к работе. Это не единственный раз, когда божественное вмешательство восстановило справедливость: в «Слове 5» икона Богородицы не позволяет жадному Сергию, присвоившему чужое богатство, поцеловать её, и обман вскрывается.
Через несколько лет, в 1089 году, церковь с божественной помощью была освящена. Желаемая для сооружения жертвенника каменная плита чудом появилась перед церковью; также чудом, услышав ангельские голоса, на освящении церкви собрались епископы, «и стало ясно всем, что все свершается Божьим промыслом о той святой и божественной церкви».
Седьмое же «Слово» отсылает ко времени правления Ярослава: святой Антоний жил в пещере (сначала вместе с братией, затем в уединении), и братия предложила построить монастырь, его и назвали Печерским по слову «пещера». Игуменом монастыря стал Феодосий, и дальнейшие «Слова» до 12 посвящены ему.
Далее идёт прославление святых отцов Киево-Печерского монастыря. Например, «Слово 13» превозносит деяния блаженного Нифонта, оставшегося преданным митрополиту Константину I и не признавшему Климента Смолятича; «Слово 16» — монаха Евстратия, который, будучи пленником, стойко перенёс мучения иудеев и до последнего был верен православной вере. За это душа его была передана Богу на золотых колесницах, поэтому Евстратия почитают как протостратора.
Некоторые слова содержат наставления, обращённые к монаху Поликарпу. Так, в «Слове 14» Симон призывает его не лгать, быть смиренным, молиться Богу и не гнаться за чином. В «Слове 15» епископ Симон рассказывает, «почему должно иметь усердие и любовь к преподобным отцам Антонию и Феодосию Печерских»: святой Антоний помиловал грешника, который притворялся праведником и был похоронен в пещере вместе с блаженными, сказал: «...тебя ради и тех, которые с тобою, помилую и спасу грешника; если здесь постигнет его смерть, — спасён будет», и тело покойного перестало источать неприятный запах. «Слово 20» посвящено монаху Еразму, который отдал всё своё богатство на украшение Киево-Печерской церкви иконами. Священнослужитель впал в уныние из-за того, что не отдал всё на милостыню и его имя никто не славит, отстранился от жизни праведника. Заболел и уже был близок к смерти, когда к нему пришла братия. Еразм, будто всё это время был здоров, обратился к ним со словами о том, что ему являлись святые Антоний и Феодосий с призывом к покаянию ради вечной жизни, которую его душа заслужила благотворительностью, украшением церкви иконами. Еразм исповедовался, совершил пострижение в схиму и на третий день умер. В «Слове 22» Симон приводит в пример некоторые детали жизнеописания жадного монаха Арефы, которого ограбили разбойники, и он впал в отчаяние, разгневался. Затем ему явились ангелы и призвали благодарить Бога даже за отнятое против воли, ведь «это более милостыни». Этим Симон призывает Поликарпа не привязываться к земному, не жалеть ничего материального.
Ещё одно назидание Симона с помощью «примера от обратного» содержится в «Слове 23»: на примере жизнеописания духовных братьев Евагрии и Тите, епископ учит Поликарпа прощению и милости. Евагрий не хотел мириться с Титом, когда тот уже был при смерти, за что был поражён ангелом, а брат его, наоборот, выздоровел от тяжёлой болезни.
Кроме того, в Патерике есть примеры повествований, где епископ Симон, обращаясь к Поликарпу, рассказывает о чудесах, что произошли со святыми отцами, преданно служащими Богу: например, пленный инок Никон («Слово 17»), измученный половцами, был перенесён Господом из плена в Киево-Печерский монастырь, а его мучитель, через много лет случайно встретившийся с ним в стенах обители, принял православие и окончил «жизнь свою в покаянии, служа пленнику своему». В «Слове 19» читатель снова может найти образец праведности и смирения: святой Афанасий Затворник один день был мёртв, а потом воскрес и жил ещё двенадцать лет. Когда братия спросила его, как такое возможно, он призвал монахов быть смиренными и молиться Богу, Богоматери и преподобным Антонию и Феодосию, а потом ушёл жить в пещеру и не выходил оттуда двенадцать лет. Перед смертью призвал к себе братию и повторил сказанное им после восстания из мёртвых, добавив ещё: «Блажен, кто здесь сподобится положенным быть». Также Симон упоминает его способности исцеления других людей.
Со «Слова 24» по «Слово 36» повествование идёт от лица Поликарпа, который обращается архимандриту Печерской церкви Акандину. Здесь начинается прославление чудес, совершённых Печерскими иноками. Например, в «Слове 25» Поликарп повествует о Никите-затворнике, который, будучи не готовым к отшельничеству, поддался искушению дьявола. Никита-затворник был спасён святыми отцами, молящимися о его пощаде, и впоследствии за добрые дела получил сан епископа. Причислен к лику святых. Поликарп прославляет Лаврентия («Слово 26») и Агапита («Слово 27»), обладавших даром исцеления. Лаврентий мог изгонять бесов, а Агапита особенно почитал князь Владимир Мономах, которого он спас от смерти своими молитвами. Чудеса творил и Прохор: молитвой он превращал пепел в соль и делал сладкий хлеб из лебеды («Слово 31»). Князь Святополк лично похоронил монаха, который перед смертью предсказал ему победу в войне. «Слово 28» посвящено Григорию Чудотворцу, который, будучи богатым купцом, распродал всё своё имущество и много лет прожил в пещере. За своё усердие в служении Богу он получил дар, позволявший ему изгонять бесов даже на расстоянии. Григорий предсказал князю Ростиславу Всеволодовичу и его войску скорую гибель, за что был утоплен. После смерти тело монаха чудесным образом обнаружилось в его пещере.
Чтобы показать, как важно иметь «простую душу» и добросовестно выполнять свою работу, Поликарп повествует о просфорнике Спиридоне и иконописце Алипии, с которыми также произошло немало чудес («Слово 34»). К примеру, Спиридон смог потушить пожар на кухне при помощи рубахи, из которой волшебным образом не вытекала вода, а к Алимпию Бог посылал ангелов, которые выполняли за него работу во время болезни.
Особенно интересными для современного читателя являются фрагменты, дающие представление об авторском самосознании: «Если не пригодится тебе, то пусть останется написанное на пользу тем, которые будут после нас, как сделал блаженный Нестор — написал в Летописи о блаженных отцах — о Дамиане, Иеремии, и Матфее, и Исакии».
В «Слове 32» Поликарп, говоря об используемых им источниках, признаётся, что повествует лишь о том, что слышал от епископа Симона. Далее он переходит к рассказу о Марке, который копал могилы для монахов и мог на время воскрешать людей из мёртвых. Своим благочестием он заслужил любовь других обитателей монастыря. После его смерти один из них много лет плакал над телом, собирая свои слёзы в сосуд.
Кроме того, на примере монахов Киево-Печерского монастыря Поликарп учит бороться с земными искушениями. Так, он рассказывает об Иоанне Затворнике, который тридцать лет прожил в пещере, чтобы смирить свои телесные потребности («Слово 29»). А центральной темой «Слова 33» является любовь к проходящим богатствам, которая «корень и мать всему злому». В пример приводится монах Феодор, который претерпел много бед и искушений из-за подобной слабости. На помощь ему пришёл его духовный брат Василий: не раз раскрывал он замыслы бесов и направлял друга на путь истины. Преодолев свою любовь к земным благам, Феодор провёл остаток своей жизни в непрерывном труде и воздержании.
Также Поликарп пытается донести до читателя мысль о том, что служение Богу – это дело, которому следует посвятить всю свою жизнь. Так, в «Слове 35» обличаются люди, постригающиеся в монахи только перед смертью. Им в наставление приводится рассказ о Пимене, который будучи лежачим больным, стал иноком против воли родителей и остаток жизни провёл в Киево-Печерском монастыре. Мотив монашества как жизненного предназначения присутствует и в «Слове 30», в котором повествуется о Моисее Угрине. Он претерпел множество тяжёлых испытаний для того, чтобы стать монахом, так как был рабом жестокой вдовы, которая хотела насильно заставить его вступить с ней в брак.
«Слово 37» выделяется на фоне остальных. В нём Поликарп приводит диалог между игуменом Феодосием и князем Изяславом о различии православной и католической веры. Игумен рассказывает, что иконы и мощи святых католики не целуют, в пост едят мясо, даже крестят всего одним погружениями в воду вместо трёх. Католическая вера, по Феодосию,  опаснее, чем любая другая, так как они имеют Евангелие и иконы, ходят в церковь, но всё равно «впали в ересь».
«Слово 38» является заключительным. Оно написано редактором Патерика Кассианом. В нём рассказывается о монастырских раздорах, начавшихся после смерти архимандрита Поликарпа, а также об избрании нового игумена Василия. Упоминание архимандрита Поликарпа сбивало с толку редакторов Патерика XVII века, которые отождествляли его с монахом Поликарпом, одним из составителей Киево-Печерского патерика.

## Отражение реалий
Киево-Печерский патерик является памятником ранней русской и украинской литературы. Он также содержит в себе информацию о русской действительности времён написания этого произведения.
Написание Патерика началось с послания святителя Симона своему духовному сыну Поликарпу. В своём наставлении автор затрагивает актуальные проблемы монашества. Симон укоряет Поликарпа в излишней индивидуальности — тот хочет покинуть монастырь и стать игуменом. Святитель же считает, что единение с монастырской братией гораздо важнее для служения Господу («Все бо, елико твориши в кѣлии, ничтоже суть: аще и Псалтырь чтеши или обанадесять псалма поеши, ни единому „Господи, помилуй!“ — и уподобистся съборному»). В том числе, в повестях, которые Симон приводит как пример должного поведения, святитель уличает служителей церкви в жадности и жестокости (к примеру, в истории о скупом Арефе-черноризце, который мучил людей, подозреваемых в краже его золота, или во фрагменте о  Евагрии-диаконе, который настолько ненавидел своего брата Тита, что не захотел помириться с ним даже перед его смертью).
Четыре редакции Патерика создаются в XV веке, в период централизации Руси. Самая первая, Арсеньевская редакция, была создана в 1406 году после завершения эпохи раздробленности Руси, после победы в Куликовской битве. Эти события стали толчком к росту исторического и народного самосознания жителей Древней Руси, поэтому в Патерике прослеживается особый гражданский пафос. Патерик обращается к традициям и культурным особенностям Киевской Руси, к общему прошлому некогда разъединённых княжеств, дабы утвердить в сознании читателя идею объединения Руси. Эта цель прослеживается в Арсеньевской и Феодосиевской редакциях Патерика. Редакции стараются связать историю монастыря с историей государства, а не противопоставить Киево-Печерский монастырь остальным монастырям и центрам Руси. Вероятно, Симоновская эпистолярная часть не вошла в Арсеньевскую редакцию именно потому, что в этой части святитель превозносил Киево-Печерский монастырь над другими центрами Руси.
Также в Патерике отражена роль монастыря на Руси. Монастыри в то время напрямую влияли на установку нравственных принципов, которыми руководствовалось общество. Они устанавливали нравственный идеал, на который должно было опираться общество — в том числе, и сам князь. Самым ярким примером этого влияния является рассказ о Прохоре-лебеднике. Сюжет его заключается в следующем: в голодное время блаженный Прохор раздавал мирянам соль, которую он делал из пепла. Святополку пожаловались на это продавцы соли, и тогда князь задумал обокрасть Прохора и поживиться на продаже соли, но украденная соль снова превратилась в пепел. Когда же Святополк его выбросил на улицу, она снова стала солью, и горожане её забрали себе. Князь очень удивился этому, а когда ему рассказали о других чудесах блаженного, он устыдился своего поступка, покаялся и дал слово Богу больше никогда не совершать насилие («дасть же слово Богови к тому не сътворити насилиа никомуж»).

## Жанр и своеобразие
Термин патерик происходит от греческого pater — отец. Патерик представляет собой особый вид житийной литературы, сборник назидательных рассказов о жизни монахов какой-либо местности или монастыря. Как правило, описание подвигов монахов и святых в патерике сопровождается сказочными и фантастическими мотивами. Исследователи отмечают, что в отличие от жития, патериковая легенда рассказывает не о всей жизни монаха, а лишь о некоторых её эпизодах, которые, по мнению автора, наиболее значительны.
Первые дошедшие до нас агиографические произведения были заимствованы из Византии в X веке, они пришли в древнерусскую литературу в южно-славянских переводах. Позже начали появляться собственные переводы, а первые русские жития датируются XI веком («Сказание и чтение о Борисе и Глебе», «Житие Феодосия Печерского», Египетский патерик, Римский патерик и др.).
Киево-Печерский патерик, относящийся к первой трети XIII века, является первым оригинальным русским патериком. С одной стороны, памятник вписывается в византийскую традицию, некоторые его сюжеты и мотивы перекликаются с текстами Египетского, Синайского, Скитского патериков. С другой стороны, Киево-Печерский патерик самобытен и обладает рядом особенностей, которые отличают его от произведений этого жанра, написанных ранее. Помимо «общих мест», традиционных житийных частей и назидательных элементов, в памятнике присутствует описание исторических и политических реалий. Большое внимание уделяется психологическим деталям, а центральный конфликт в новеллах определяется не только противостоянием персонажей иноверцам, но и их желанием изменить некоторые явления монастырского быта, протестом против самоуправства князей.
Киево-Печерский патерик оказал определяющее влияние на развитие жанра патерика в древнерусской литературе. Он повлиял на Волоколамский, Псково-Печерский, Соловецкий патерики.
Важным аспектом изучения жанрового своеобразия Киево-Печерского патерика является определение мотивации авторов при включении тех или иных сюжетов в произведение. Выделяется ряд идейно-тематических блоков в Патерике. Например, Слова (рассказы), в основе которых лежит тема «отклонения от нормы», Слова со «статичным» сюжетом без духовного развития персонажей, мученические жития.
Своеобразие Киево-Печерского патерика выражается и в его стилистических особенностях. В основе памятника лежит переписка между епископом Симоном и монахом Поликарпом, потому Патерик диалогичен, очевидна эпистолярность формы. В то же время некоторые особенности организации текста и авторских обращений дают основания полагать, что и Симон, и Поликарп пишут для «всех русских людей».

## Упоминаемые святые
- Агапит Печерский
- Алипий Печерский
- Антоний Печерский
- Арефа Затворник
- Афанасий Затворник
- Василий и Феодор Печерские
- Евстратий Печерский
- Еразм Печерский
- Игнатий Печерский
- Исаакий Печерский
- Кукша Печерский
- Лаврентий Затворник
- Никита Затворник
- Николай Святоша
- Никон Печерский
- Нестор Печерский
- Пимен Постник
- Поликарп Печерский
- Прохор Лебедник
- Тит Печерский
- Феодосий Печерский